# Parijs-Tours 2007
De 101ste editie van Parijs-Tours werd gehouden op 14 oktober 2007. De wedstrijd start in Saint-Arnoult-en-Yvelines en eindigt in Tours.

## Verloop
In de finale waren er zoals gewoonlijk veel uitvallen. Een groepje bestaande uit Filippo Pozzato, Philippe Gilbert en Karsten Kroon wist lang stand te houden maar werd op ongeveer 800 meter van de streep alsnog gegrepen. In de sprint op de Avenue de Grammont trok Erik Zabel de sprint aan voor zijn Italiaanse teamgenoot en kopman Alessandro Petacchi. Petacchi won, voor Francesco Chicchi (Liquigas) en Óscar Freire (Rabobank). Laatstgenoemde kwam in de laatste meters nog in botsing met Robbie McEwen. De Australiër schoot uit zijn pedaal en werd uiteindelijk zesde.

## Uitslag
| rang | renner              | land        | tijd       |
| ---- | ------------------- | ----------- | ---------- |
| 1    | Alessandro Petacchi | Italië      | 5u 32' 37" |
| 2    | Francesco Chicchi   | Italië      | z.t.       |
| 3    | Óscar Freire        | Spanje      | z.t.       |
| 4    | Steven de Jongh     | Nederland   | z.t.       |
| 5    | Allan Davis         | Australië   | z.t.       |
| 6    | Robbie McEwen       | Australië   | z.t.       |
| 7    | Aljaksandr Oesaw    | Wit-Rusland | z.t.       |
| 8    | Thor Hushovd        | Noorwegen   | z.t.       |
| 9    | Aurélien Clerc      | Zwitserland | z.t.       |
| 10   | Romain Feillu       | Frankrijk   | z.t.       |